# Charles de Forbin-Janson (1785-1844)
Pour les articles homonymes, voir Forbin.
Pour les autres membres de la famille, voir Maison de Forbin.
Le comte Charles-Auguste-Marie-Joseph de Forbin-Janson, né le 3 novembre 1785 à Paris et mort le 12 juillet 1844 près de Marseille, est homme d'Église et aristocrate français. Il fut évêque de Nancy et de Toul et primat de Lorraine.

## Biographie

### Jeunesse
Charles de Forbin-Janson descend de la Maison de Forbin, une famille de la noblesse provençale. Il nait à Paris en France, le 3 novembre 1785, de Michel-Palamède, comte de Forbin-Janson, et de Cornélie-Henriette-Sophie-Louise-Hortense-Gabrielle, princesse de Galéan, il fait ses études à Paris et entre d'abord dans la carrière des armes, puis il devient auditeur du Conseil d'État de Napoléon, en 1806, à Paris.
Il ne doit pas être confondu avec son frère ainé également appelé Charles de Forbin-Janson né en 1783, chambellan de Napoléon Ier, inscrit sur l'ordonnance du 24 juillet 1815.

### Avant 1830
Il renonce pourtant à la carrière administrative pour entrer au séminaire et il est ordonné à Chambéry en décembre 1811, par l'évêque de Gap, La Broue de Varcille. 
Il est nommé supérieur du séminaire de Chambéry et grand-vicaire de l'évêque de Chambéry en 1811-1812. Il devient ensuite vicaire et catéchiste à Saint-Sulpice de Paris de 1812 à 1814. Il est membre cofondateur de la congrégation des Pères de la Miséricorde de 1814 à 1824, dont les statuts sont approuvés par le pape, le 9 janvier 1815. Ils s'impliquent dans le pèlerinage du mont Valérien (Suresnes).
Il organise en 1814, avec Jean-Baptiste Rauzan, l'œuvre des missions, et prêche lui-même. Il est prédicateur de retraites en France pendant dix ans (1814-1824) et fait le pèlerinage de Terre-Sainte en 1817. Il est nommé évêque de Nancy en 1823. Il est élu le 20 février 1824 et sacré à Paris par Gustave-Maximilien-Juste de Croÿ-Solre le 6 juin suivant.

### Après 1830
Après la Révolution de Juillet, le Clergé est soupçonné de sympathie pour les carlistes, partisans de Charles X. Il déploie alors un zèle qui lui suscite de nombreux ennemis, si bien qu'il est forcé de fuir son diocèse en 1830, mais sans donner sa démission. Son palais épiscopal est brûlé par les insurgés. Il s'exile en Allemagne (1830-1831), en Suisse (1831), en Italie (1831-1832) et retourne à Nancy (1832-1839).
Il fait un voyage en Amérique aux États-Unis (1839-1840), où il est appelé par les évêques français établis là-bas comme missionnaires, afin de découvrir leurs nouvelles Églises locales et leur apporter plus tard du soutien, de retour en Europe. Il est accueilli à New York par Jean Dubois. « Pauvre New York! » écrit-il en France « il n'y a pas encore de petit ou de grand séminaire, alors que ce diocèse est aussi grand que l'Angleterre. Il y a déjà 200 000 catholiques, dont 24 000 vivent à New York. Tout est à faire ici pour le bien de la religion. » Il fonde les Pères de la Miséricorde à Spring Hill près de La Nouvelle-Orléans en 1839 et il assiste au IVe concile de Baltimore en 1840. Il s'embarque ensuite pour le Canada, où ses prédications produisent de grands fruits. 
Le 2 septembre 1840, il reçoit ses lettres de vicaire général du diocèse de Montréal. Il prêche la première retraite ecclésiastique du clergé de Québec en 1841 ; il fait la bénédiction du célèbre monument, élevé sur le mont Saint-Hilaire. Il donne une somme de 24 000 francs pour subvenir aux frais de retour des exilés canadiens politiques à Van Dieman. 
Il repart pour la France en 1841-1842, où il retrouve une amie de longue date, Pauline Jaricot, fondatrice de l'œuvre de la Propagation de la Foi, qui est catholique légitimiste comme lui et préoccupée en premier lieu des missions. C'est alors que germe l'idée de la fondation de l'œuvre de la Sainte-Enfance : les missions des enfants pour les enfants. Forbin-Janson se rend à Rome (1842), où le 2 avril, il est nommé par le pape prélat domestique, assistant au trône pontifical et comte romain. Il voyage ensuite en Angleterre et en Irlande en faveur des déportés canadiens de 1837, puis en Australie en 1842. Il fait un voyage en Belgique en 1843.
Il meurt d'une hémorragie pulmonaire peu après son retour, en 1844, près de Marseille, chez son frère, le marquis de Forbin-Janson, alors qu'il se disposait à partir pour la Chine : il venait de fonder l'Œuvre de la Sainte-Enfance pour le salut et le baptême des enfants chinois. Il est inhumé à Paris, au cimetière de Picpus.

#### Un prélat amateur d'art et de jardins

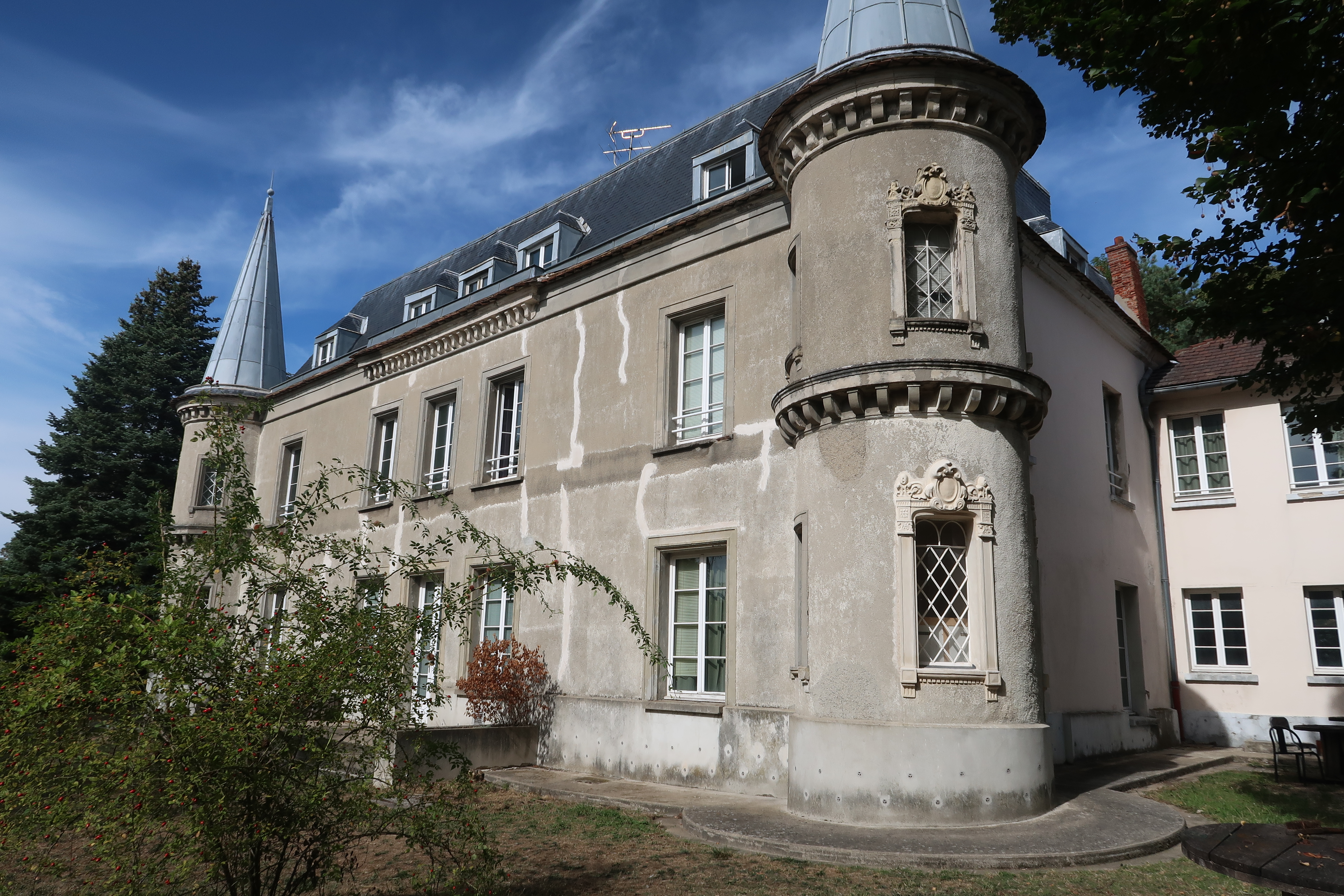
Le château de Forbin-Janson à Suresnes.

Héritier par sa mère, petite-fille de la marquise de Rochegude, d'une demeure à Suresnes, sur le mont Valérien,,, il y ajouta des tourelles à ses quatre angles (avec des fenêtres ornées d'une croix de Lorraine), fit construire une chapelle et dessiner un jardin anglais orné d'essence rares et des vestiges empruntés aux collections du musée des Monuments français, grâce à l'entremise de son cousin, le comte Auguste de Forbin (1777-1841), peintre, écrivain archéologue, directeur général du musée du Louvre en 1816. Cette propriété, comme celle de Salomon de Rothschild, a pu inspirer Honoré de Balzac qui fréquenta Suresnes, pour les décors de ses romans Béatrix et La Fausse maîtresse.
Il projette de faire construire une église de style néo-byzantin sur le site de l'ancien calvaire religieux du mont et créé pour cela le cimetière du Mont-Valérien, où sont enterrées de nombreux aristocrates, le prix des sépultures étant élevé. Il est chassé des lieux avec les missionnaires du mont après la révolution de 1830. Les bâtiments tombent en ruine et sont ensuite en grande partie détruits (mis à part le château) la décennie suivante, pour permettre l'édification de la forteresse du Mont-Valérien (cf. « Histoire de Suresnes »).
Narcisse-Eutrope Dionne a publié sa biographie en 1895.